# Saint-Désirat
Saint-Désirat är en kommun i departementet Ardèche i regionen Auvergne-Rhône-Alpes i sydöstra Frankrike. Kommunen ligger i kantonen Serrières som ligger i arrondissementet Tournon-sur-Rhône. År 2022 hade Saint-Désirat 876 invånare.

## Befolkningsutveckling
Antalet invånare i kommunen Saint-Désirat
Referens: INSEE